# Live at Montreux 2011
Live at Montreux 2011 — живий альбом англійської групи Deep Purple, який був випущений 7 листопада 2011 року.

## Композиції
1. Deep Purple Overture — 1:39
2. Highway Star — 6:54
3. Hard Lovin' Man — 6:08
4. Maybe I'm a Leo — 4:30
5. Strange Kind of Woman — 6:19
6. Rapture of the Deep — 5:44
7. Woman From Tokyo — 6:18
8. Contact Lost — 4:28
9. When a Blind Man Cries — 3:50
10. The Well Dressed Guitar — 2:42
11. Knocking At Your Back Door — 6:07
12. Lazy — 8:45
13. No One Came — 5:40
14. Keyboards Solo — 5:45
15. Perfect Strangers — 6:05
16. Space Truckin' — 4:55
17. Smoke on the Water — 8:32
18. Green Onions / Hush / Bass solo — 8:18
19. Black Night — 7:10

## Склад
- Ієн Гіллан — вокал
- Стів Морс — гітара
- Дон Ейрі — клавішні
- Роджер Гловер — бас-гітара
- Іан Пейс — ударні